# Enclavement (territoire)
Pour les articles homonymes, voir Enclavement.
L'enclavement est l'isolement d'un territoire donné, replié sur lui-même, donc difficilement accessible et donc mal relié aux territoires voisins et au reste du monde.

## Les causes de l'enclavement
- Causes naturelles : l'isolement (les îles éloignées comme l'île de Pâques ou l'île Clipperton par exemple) ; le relief (montagnes élevées comme pour le Tibet par exemple) ; l'éloignement des façades maritimes (pays ou territoires situés à l'intérieur des continents comme la Mongolie, le Tchad, le Paraguay ou l'Autriche).

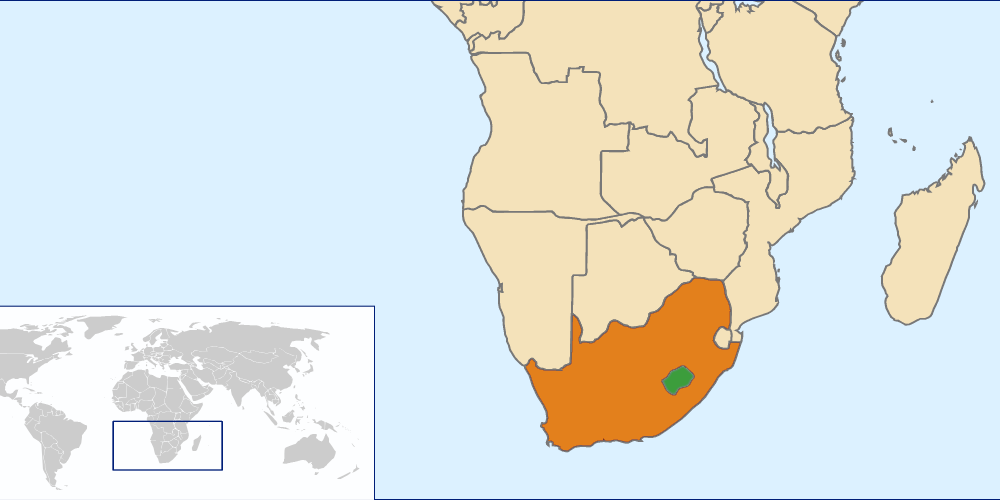
Enclavement du Lesotho (en vert) en Afrique du Sud.

- Causes politiques : l'Arménie est très enclavée en raison des mauvaises relations (souvent inexistantes) que le pays entretient avec la plupart de ses voisins. Les bantoustans étaient enclavés au sein de l'Afrique du Sud du temps de l'apartheid. Le Lesotho reste enclavé au sein de l'Afrique du Sud. La modification des tracés frontaliers peut entraîner l'enclavement: la Bolivie a perdu son accès à la mer à la suite d'une défaite lors d'une guerre contre le Chili et le Pérou tout comme l'Autriche et la Hongrie ont perdu le leur lors de l'éclatement de l'Autriche-Hongrie à la suite de la première guerre mondiale.
- Causes économiques : l'absence ou la vétusté des moyens de transport contribuent à provoquer un enclavement relatif des territoires mal desservis dont l'économie a alors du mal à se développer : en France par exemple, le Massif central n'est pas actuellement desservi par les lignes TGV existantes ; la Bretagne intérieure revendique l'achèvement de la mise à quatre voies (voie express) de l'axe N 164 (Rennes)- Montauban-de-Bretagne - Loudéac - Carhaix - Châteaulin et la Bretagne occidentale se plaint d'être oubliée dans les programmes de construction de lignes nouvelles TGV. De nombreux pays du tiers monde restent enclavés par l'absence, la rareté et la médiocrité des infrastructures modernes de transport. L'absence de connexion pour les téléphones portables ou l'internet haut débit sont de nos jours d'autres formes de l'enclavement.

## Enclavement maritime
D'après une étude de l'économiste américain Jeffrey Sachs, l'absence d'accès à la mer soustrait 0,7 % de croissance économique aux pays concernés. Sur chaque continent, la nation la plus pauvre est dépourvue d'accès à la mer : la Moldavie en Europe, le Niger en Afrique, l'Afghanistan et le Népal en Asie, la Bolivie en Amérique du Sud.

## Désenclavement d'un territoire

### Exemples
- Désenclavement du Chablais